# Gante-Wevelgem 1976
La Gante-Wevelgem 1976 fue la 38.ª edición de la carrera ciclista Gante-Wevelgem y se disputó el 6 de abril de 1976 sobre una distancia de 262 km.
El belga Freddy Maertens (Flandria-Velda) se impuso en la prueba al sprint. Sus compatriotas Rik van Linden y Frans Verbeeck fueron segundo y tercero respectivamente.

## Clasificación final
| Posición | Ciclista           | Equipo                | Tiempo    |
| -------- | ------------------ | --------------------- | --------- |
| 1        | Freddy Maertens    | Flandria-Velda        | 6h 15'15" |
| 2        | Rik van Linden     | Bianchi-Campagnolo    | m.t.      |
| 3        | Frans Verbeeck     | Ijsboerke-Colnago     | m.t.      |
| 4        | Piet van Katwijk   | TI-Raleigh-Campagnolo | m.t.      |
| 5        | Walter Planckaert  | Maes Pils-Rokado      | m.t.      |
| 6        | Roger De Vlaeminck | Brooklyn              | m.t.      |
| 7        | Francesco Moser    | Sanson                | m.t.      |
| 8        | Dietrich Thurau    | TI-Raleigh-Campagnolo | m.t.      |
| 9        | André Dierickx     | Maes Pils-Rokado      | m.t.      |
| 10       | Eddy Merckx        | Molteni-Campagnolo    | m.t.      |